# Lynnfield
Wolfdale
Yorkfield Sandy Bridge
Le microprocesseur Lynnfield d'Intel est un microprocesseur quadri-cœur moyen ou bas de gamme pour ordinateur de bureau appartenant à la famille Nehalem. Sa commercialisation a débuté au troisième trimestre 2009.
Des modèles de Lynnfield existent dans les gammes Xeon (modèles numérotés 34XX), la gamme Core i5 (modèles numérotés 7x0), et la gamme Core i7 (modèles numérotés 8x0).
Le microprocesseur plus haut de gamme que le Lynnfield est le Bloomfield.

## Description
Le Lynnfield est gravé en 45 nm, possède 8 Mio de cache L3, un contrôleur mémoire capable de gérer la mémoire DDR3 sur deux canaux et un contrôleur PCI Express.
Il se connecte sur un socket LGA 1156. 

### Intégration du Northbridge
Initié avec le cœur Bloomfield (Core i7), l'intégration du Northbridge au sein du CPU atteint un stade supplémentaire avec le cœur Lynnfield puisque ce dernier rajoute, en plus du contrôleur mémoire (compatible DDR3), la gestion des lignes PCIe (16 lignes en norme 2.0). Le Northbridge se retrouve ainsi entièrement inclus dans le processeur, ce qui en conséquence soustrait au chipset une partie de ses fonctions se contentant alors du rôle de Southbridge. Le contrôleur mémoire évolue lui aussi et ne gère plus que deux canaux de DDR3 jusqu'à une fréquence de 1333 MHz pour marquer sa différence avec le haut de gamme Core i7.
Outre une modification des relations avec le chipset, cette incorporation des fonctions de Northbridge a aussi pour effet d'augmenter le nombre de transistors (774 millions) et par la même la taille du die (296 mm2) ce qui rend ainsi la puce plus volumineuse qu'un Bloomfield pourtant positionné plus haut en gamme (731 millions de transistors répartis sur un die de 263 mm2). Elle entraine aussi une modification du lien QPI qui fait directement communiquer le processeur avec les lignes PCIe et la mémoire tandis que le lien DMI devient le seul bus de communication entre le processeur et son chipset.
Cependant cette nouvelle répartition peut limiter les performances lors de l'utilisation de deux ports PCIe x16 2.0 ou plus dans le cadre d'une utilisation multi-GPU par exemple. En effet seules 16 lignes en norme 2.0 sont fournies par le processeur tandis que le chipset P55 ne propose que 8 huit lignes mais en norme 1.0. L'utilisation d'un plus grand nombre de lignes (16+16 lignes par exemple) nécessite donc de passer par le chipset ce qui dégradera fortement les performances. 
Seul le recours à une puce nForce 200 pour les cartes graphiques NVIDIA permet de pallier ce problème, malheureusement cette puce n'est proposée que sur les cartes-mères haut de gamme. Le second critère de limitation porte sur la gestion du DMI reliant le chipset au processeur et dont le débit plafonne à 2 GiB/s contre 25,6 GiB/s pour le QPI. Le chipset doit en plus des lignes PCIe 1.0 gérer les ports SATA, USB, le GIGABIT Lan ainsi que l'audio HD. L'utilisation cumulée de la bande passante par l'ensemble de ces technologies entrainera automatiquement une saturation du lien DMI et donc une dégradation des performances.